# Musclo del Mediterrani
El musclo o clòtxina de la Mediterrània (Mytilus galloprovincialis) és una espècie de musclo que viu a mar. Es fan híbrids amb Mytilus edulis i altres espècies. S'alimenta per filtració.
Aquesta espècie es troba al mar Mediterrani i a la costa sud de l'Àfrica, de la frontera de Namíbia fins a Port Alfred, viu a la zona entre marees. Els musclos que es troben al sud de Califòrnia són similars a Mytilus galloprovincialis i són probablement introduïts accidentalment. Es practica la mitilicultura amb aquest musclo a les ries de Galícia i altres llocs.
Fa fins a 140 mm de llarg. La closca és suau i de color blau violat o negre, però pot variar a marró clar.